# Termine di grazia
Il termine di grazia è un istituto giuridico previsto dall'ordinamento italiano e regolato dall'articolo 55 della legge 392 del 1978, che consente all'inquilino moroso di richiedere al Giudice un termine per saldare la morosità accumulata, evitando quindi la convalida dello sfratto e l'emissione del decreto ingiuntivo.
La facoltà di richiedere il termine di grazia è concessa solamente nell'ambito dei contratti di locazione di immobili ad uso abitativo e non anche ad uso commerciale e l'inquilino può esercitarla al massimo tre volte nell'arco di un quadriennio.
La richiesta può essere fatta anche dallo sfrattato che compare in udienza di persona senza l'assistenza di un avvocato.
Il Giudice può concedere un termine non superiore a novanta giorni che diventano 120 nel caso in cui l'inquilino dimostri che le difficoltà economiche che impediscono il pagamento del canoni sono sorte dopo la conclusione del contratto di locazione.